# Mallacoota insignis
Mallacoota insignis är en kräftdjursart som först beskrevs av Édouard Chevreux 1901.  Mallacoota insignis ingår i släktet Mallacoota och familjen Melitidae. Inga underarter finns listade i Catalogue of Life.